# Galeus antillensis
Espèce
Répartition géographique
Statut de conservation UICN

 DD  : Données insuffisantes
Galeus antillensis est une espèce de requins. Il parfois connu sous le nom de Chien de mer des Antilles.

## Répartition
Cette espèce de requin a été observée dans le détroit de Floride, ainsi que dans les eaux entourant la Jamaïque, l’Hispaniola, Porto Rico, les Îles-sous-le-vent et la Martinique. Il partage son aire de répartition avec le Chien de mer de Springer.